# Wiesenmühle (Flörsheim am Main)

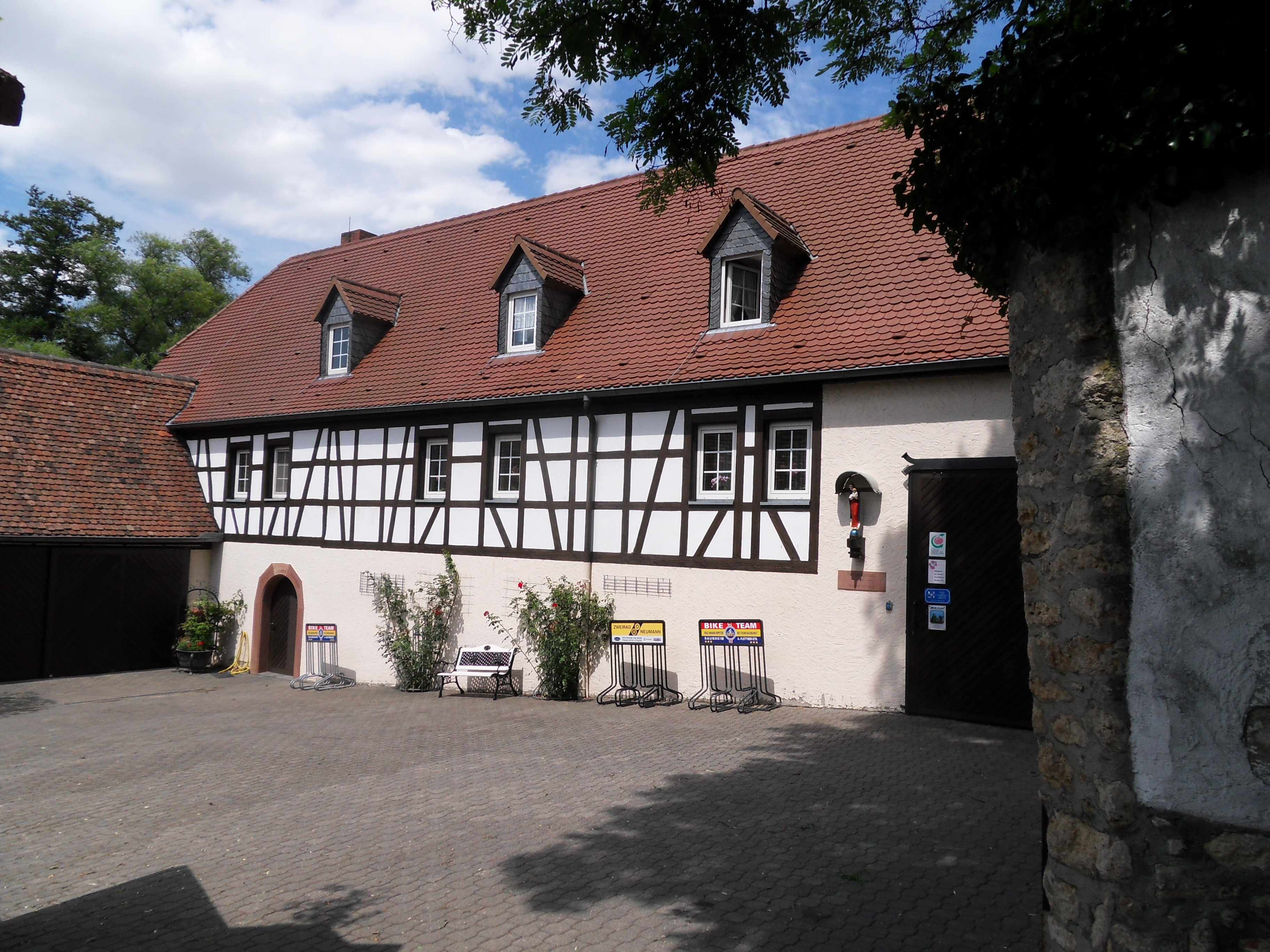
Durch dieses Gebäude der Wiesenmühle und durch den Hof lief früher der Mühlgraben

Die Wiesenmühle von Flörsheim am Main im Main-Taunus-Kreis in Hessen ist eine Wassermühle am Wickerbach. Sie liegt am Treffpunkt der Gemarkungsgrenzen von Flörsheim, Hochheim am Main und Wicker, umgeben vom Natur- und Landschaftsschutzgebiet Wickerbachaue von Flörsheim und Hochheim. Aus geschichtlichen Gründen ist die Wiesenmühle als Kulturdenkmal geschützt.
Im Jahre 1699 erbaute der Flörsheimer Hans Jakob Kiefer die Mühle mit Genehmigung des Mainzer Domdechanten. Der Mühlenkomplex besteht aus mehreren, im Winkel angelegten Gebäuden. Durch den mit einer Bruchsteinmauer geschlossenen Hof verlief der Mühlgraben. Neben dem großen Hoftor ist eine rechteckige Tür mit Sandsteingewände und Wappenstein derer von Jungenfeldt in die Ummauerung eingelassen. Das Mühlengebäude hat ein Erdgeschoss in Massivbauweise mit Fachwerkobergeschoss. In die rundbogige Sandsteinlaibung über dem Eingang ist ein auf 1699 datierter Schlussstein eingefügt. Die Wirtschaftsgebäude bestehen aus Bruchsteinmauerwerk mit einfachen Sandsteingewänden und Satteldach. Das Herrenhaus vervollständigt die Baulichkeiten.
1715 folgte der Bau der Annakapelle als Hauskapelle über dem Abhang östlich der Mühle. 1724 wurde die Mühle an den Mainzer Weihbischof Johann Edmund Gedult von Jungenfeld verkauft. Sie wurde deshalb auch Bischofsmühle oder Jungenfeldsche Mühle genannt. Nach diesem Verkauf gab es Um- und Neubauten. Der Mühlenbetrieb endete 1898. Ab 1924 gab es hier ein Ausflugslokal mit Geflügelzucht. Zur Wiesenmühle gehört auch im Alleinbesitz der Weinberg auf der steil nach Westen geneigten Geländestufe zwischen den Mühlengebäuden und der St.-Anna-Kapelle. Er ist mit 0,5 Hektar Rebfläche die kleinste Weinlage im Weinbaugebiet Rheingau. Der Mühlengasthof schenkt von dieser Lage als Weine aus eigenem Anbau die Rebsorten Riesling und Rivaner aus. Daneben bewirtschaftet die Wiesenmühle noch Rebflächen in den Lagen Wickerer Mönchsgewann und Hochheimer Hölle.
Das Herrenhaus wurde nach den Zerstörungen des Zweiten Weltkriegs 1948 wiederaufgebaut. Die profilierten, geohrten Gewände des 18. Jahrhunderts wurden dabei wiederverwendet. Im Grundzug entspricht die Anlage noch immer der Zeit ihrer Errichtung 1699.